# Chindrieux
Chindrieux este o comună în departamentul Savoie din sud-estul Franței. În 2009 avea o populație de 1.206 de locuitori.

## Evoluția populației
| An        | 1975 | 1982 | 1990  | 1999  | 2006  | 2009  |
| --------- | ---- | ---- | ----- | ----- | ----- | ----- |
| Populație | 800  | 951  | 1.059 | 1.092 | 1.185 | 1.206 |